# Nu e casa noastră
Nu e casa noastră (în engleză His House) este un film thriller horror din 2020 scris și regizat de Remi Weekes și care are la bază o poveste scrisă de Felicity Evans și Toby Venables. Din distribuție fac parte actorii Wunmi Mosaku, Sope Dirisu și Matt Smith. Filmul spune povestea unui cuplu de refugiați din Sudanul de Sud, care se străduiește să se adapteze la noua lor viață într-un oraș britanic în care ceva malefic stă la pândă.
Filmul a avut premiera mondială la Festivalul de Film Sundance pe 27 ianuarie 2020. A fost lansat pe 30 octombrie 2020 de Netflix și a primit recenzii pozitive din partea criticilor.

## Rezumat
Bol și Rial sunt un cuplu de refugiați care, împreună cu fiica lor, Nyagak, au fugit din Sudanul de Sud din cauza războiului. Pe o barcă cu motor supraaglomerată, cei trei înfruntă vremea potrivnică și, alături de alți refugiați, traversează Canalul Mânecii în căutarea unei vieți mai bune. Bol și Rial supraviețuiesc traversării periculoase, însă alți refugiați, printre care și fiica lor, nu scapă cu viață. După trei luni, Guvernul britanic le acordă drept temporar de azil și îi mută într-o casă dărăpănată din suburbiile Londrei, cu pereți crăpați și zgomote ciudate. Trebuie să respecte reguli foarte stricte, altfel vor fi deportați. Se confruntă cu probleme de rasism din partea vecinilor. Cel care se ocupă de cazul lor, Mark, le spune că speră că ei sunt „din cei buni”.
Bol încearcă să se integreze: fredonează cântece sportive, o roagă pe Rial să folosească tacâmuri la masă, nu așa cum erau ei obișnuiți să mănânce cu mâna, ba chiar își schimbă și stilul vestimentar. Bol vrea să demonstreze guvernului că Anglia e țara potrivită pentru el și soția lui. Totuși, Rial rămâne ancorată în cultura lor tradițională. Păstrează colierul lui Nyagak, poartă haine colorate și, în loc să stea la masă, preferă să mănânce pe jos. În curând, cei doi încep să observe fenomene ciudate în casă.
Rial își dă seama că entitatea malefică din casă este un strigoi sau o „vrăjitoare de noapte”. Ea îi povestește lui Bol despre un om sărac din satul ei care, din greșeală, a furat ceva de la un strigoi de la malul râului. Când hoțul și-a construit casa, strigoiul s-a mutat în casa lui și l-a bântuit. Rial e convinsă că sunt urmăriți și ei de un strigoi și că dacă îi vor plăti datoria, strigoiul o va readuce la viață pe fiica lor. Totuși, nu se știe despre ce datorie e vorba. Bol dă foc lucrurilor pe care le-au adus cu ei, însă strigoiul tot îi chinuie și relația lor se deteriorează. Se duce la Mark și îl roagă să le dea o altă locuință sub pretextul că actuala casă este infestată cu șobolani, dar nu reușește să îl convingă. Bol distruge casa încercând să dea de strigoi, ceea ce le amenință șansele de a se stabili definitiv în Anglia când Mark descoperă dezastrul. Rial îi spune soțului ei că vrea să plece de aici. Atunci el o încuie în casă și îl convoacă singur pe strigoi, care îl numește hoț și susține că a furat o viață ce nu îi aparține lui. Strigoiul îi propune o înțelegere: viața lui în schimbul vieții lui Nyagak, însă Bol refuză oferta, ceea ce îi provoacă o stare catatonică.
Rial reușește să scape din casă, însă, în mod inexplicabil, descoperă că se află înapoi în Sudanul de Sud într-un loc familiar. O așteaptă aici vechi prietene și, într-un flashback terifiant, le vede pe toate victime ale unui masacru sângeros. Rial supraviețuiește doar pentru că s-a ascuns. Bol o găsește și fug împreună în timp ce valuri de violență sufocă regiunea, însă autobuzul în care trebuie să urce nu primește decât oameni cu copii. Disperat, Bol o vede pe Nyagak în mulțime și o răpește, mințind că este fiica lor. Cuplul se urcă în autobuz și pleacă, iar adevărata mamă a lui Nyagak rămâne în urmă îngropată în zgomot de împușcături. Mai târziu, când traversau marea potrivnică, Nyagak și alți pasageri au căzut peste bord. Nici Bol, nici Rial nu reușesc să o salveze. Treptat, Bol îl lasă pe strigoi să îi pătrundă în trup în vreme ce Nyagak intră în cameră și se întoarce la Rial. Rial alege să îl salveze pe Bol în loc să accepte această realitate alternativă și îi taie gâtul strigoiului.
După un timp, Mark este surprins când vine la ei și găsește casa complet reparată. Bol și Rial îi spun că au decis să rămână aici și să-și construiască un cămin. Mark pare amuzat când cei doi îi spun că au ucis-o pe vrăjitoarea care îi bântuia. Bol acceptă că de acum înainte vor trăi cu fantomele trecutului din Sudanul de Sud, inclusiv cu Nyagak.

## Distribuție
- Wunmi Mosaku - Rial
- Sope Dirisu - Bol
- Matt Smith - Mark
- Javier Botet (pe platou) și Cornell John (voce) în rolul strigoiului
- Emily Taaffe - Dr. Hayes
- Malaika Abigaba - Nyagak
- Dominic Coleman - funcționar la biroul de imigrație

## Producție
Nu e casa noastră a fost realizat de compania britanică de producție Starchild Pictures condusă de producătorii Ed King și Martin Gentles. În august 2017, a fost anunțat că Remi Weekes va regiza filmul pornind de la un scenariu scris de el. Compania Weinstein a intentat proces împotriva Starchild Pictures, susținând că au renunțat la un acord de distribuție nesemnat. În martie 2018, s-a anunțat că Wunmi Mosaku și Sope Dirisu s-au alăturat distribuției filmului, procesul nefiind pe fond și Compania Weinstein nemaiavând nicio legătură. New Regency Pictures, BBC Films și Vertigo Entertainment urmau să finanțeze și să producă filmul. În mai 2018, Matt Smith s-a alăturat distribuției filmului.
Premiera mondială a avut loc la Festivalul de Film Sundance pe 27 ianuarie 2020. Netflix a achiziționat drepturile de distribuție a filmului. A fost lansat pe 30 octombrie 2020.

## Receptare critică
Pe site-ul Rotten Tomatoes, filmul a primit o rată de apreciere de 100% pe baza a 118 recenzii, cu un scor mediu de 8/10. Potrivit acestui site, filmul abundă în lucruri înfricoșătoare la fiecare pas și reprezintă o imagine terifiantă asupra „spectrelor cu care se confruntă refugiații și un debut uluitor pentru Remi Weekes”. Pe site-ul Metacritic, a înregistrat un rating de 72/100 bazat pe recenzii de la 19 critici, care au fost „în general favorabile”.
În articolul său din Rolling Stone, K. Austin Collins a acordat filmului un rating de 3,5/5 stele, scriind că filmul este „un debut puternic și incitant, chiar dacă ororile sale riscă redundanță pe măsură ce filmul se derulează, pentru felul bizar în care combină experiența politică și fiorul clasic și periculos din casele bântuite.” Justin Chang de la Los Angeles Times a descris filmul ca fiind „unul dintre acele nenorociri reprimate în care suspansul și conștiința socială respiră efectiv ca una”, și a adăugat că „este un amestec calculat de dramă cu migranți și thrillere de categoria B, în care se simt reminiscențe din filme total opuse precum Dheepan al lui Jacques Audiard și mai ales Amuleta lui Romola Garai”.

## Premii și nominalizări
| PREMIU                                       | DATA FESTIVITĂȚIII | CATEGORIE                                                               | PERSOANA NOMINALIZATĂ                                                           | REZULTAT    | REFERINȚĂ |
| -------------------------------------------- | ------------------ | ----------------------------------------------------------------------- | ------------------------------------------------------------------------------- | ----------- | --------- |
| British Independent Film Awards              | 18 februarie 2021  | Cel mai bun film britanic independent                                   | Remi Weekes, Aidan Elliott, Martin Gentles, Arnon Milchan, Edward King, Roy Lee | Nominalizat | [ 13 ]    |
| British Independent Film Awards              | 18 februarie 2021  | Cel mai bun regizor                                                     | Remi Weekes                                                                     | Câștigător  | [ 13 ]    |
| British Independent Film Awards              | 18 februarie 2021  | Cel mai bun actor                                                       | Sope Dirisu                                                                     | Nominalizat | [ 13 ]    |
| British Independent Film Awards              | 18 februarie 2021  | Cea mai bună actriță                                                    | Wunmi Mosaku                                                                    | Câștigător  | [ 13 ]    |
| British Independent Film Awards              | 18 februarie 2021  | Cel mai bun scenariu                                                    | Remi Weekes                                                                     | Nominalizat | [ 13 ]    |
| British Independent Film Awards              | 18 februarie 2021  | Premiul Douglas Hickox (Premiul de Debut regizoral)                     | Remi Weekes                                                                     | Nominalizat | [ 13 ]    |
| British Independent Film Awards              | 18 februarie 2021  | Premiul de debut pentru cel mai bun scenarist                           | Remi Weekes                                                                     | Nominalizat | [ 13 ]    |
| British Independent Film Awards              | 18 februarie 2021  | Cea mai bună distribuție                                                | Carmen Cuba                                                                     | Nominalizat | [ 13 ]    |
| British Independent Film Awards              | 18 februarie 2021  | Cel mai bun producător                                                  | Edward King și Martin Gentles                                                   | Nominalizat | [ 13 ]    |
| British Independent Film Awards              | 18 februarie 2021  | Cea mai bună cinemtografie                                              | Jo Willems                                                                      | Nominalizat | [ 13 ]    |
| British Independent Film Awards              | 18 februarie 2021  | Cea mai bună editare                                                    | Julia Bloch                                                                     | Nominalizat | [ 13 ]    |
| British Independent Film Awards              | 18 februarie 2021  | Cele mai bune efecte                                                    | Pedro Sabrosa și Stefano Pepin                                                  | Câștigător  | [ 13 ]    |
| British Independent Film Awards              | 18 februarie 2021  | Cea mai bună muzică                                                     | Roque Baños                                                                     | Nominalizat | [ 13 ]    |
| British Independent Film Awards              | 18 februarie 2021  | Cel mai bun design de producție                                         | Jacqueline Abrahams                                                             | Câștigător  | [ 13 ]    |
| British Independent Film Awards              | 18 februarie 2021  | Cel mai bun sunet                                                       | Adrian Bell, Glenn Freemantle, Frank Kruse, Brendan Nicholson și Richard Pryke  | Nominalizat | [ 13 ]    |
| Premiile NAACP Image                         | 27 martie 2021     | Premiul pentru lungmetraj internațional                                 | Nu e casa noastră/His House                                                     | Nominalizat | [ 14 ]    |
| Premiile NAACP Image                         | 27 martie 2021     | Premiul pentru creație (lungmetraj)                                     | Remi Weekes                                                                     | Nominalizat | [ 14 ]    |
| Premiile Academiei Britanice de Film (BAFTA) | 11 aprilie 2021    | Cea mai bună actriță în rol principal                                   | Wunmi Mosaku                                                                    | Nominalizat | [ 15 ]    |
| Premiile Academiei Britanice de Film (BAFTA) | 11 aprilie 2021    | Premiul pentru debut al unui scenarist, regizor sau producător britanic | Remi Weekes                                                                     | Câștigător  | [ 15 ]    |
| Premiile Academiei Britanice de Film (BAFTA) | 11 aprilie 2021    | Cel mai bun film britanic                                               | Ed King, Remi Weekes, Martin Gentles, Roy Lee                                   | Nominalizat | [ 15 ]    |